# 29474 Toyoshima
29474 Toyoshima este o planetă minoră (asteroid), cu un diametru de 3,666 km, din centura de asteroizi. A fost descoperită pe 25 octombrie 1997 la Kitami Observatory⁠(d) de Kin Endate. 
Obiectul prezintă o orbită caracterizată de o semiaxă mare de 2,5315172 UAi, o excentricitate de 0,15, o înclinație de 5,53776 ° în raport cu ecliptica.